# Christoph Sucro

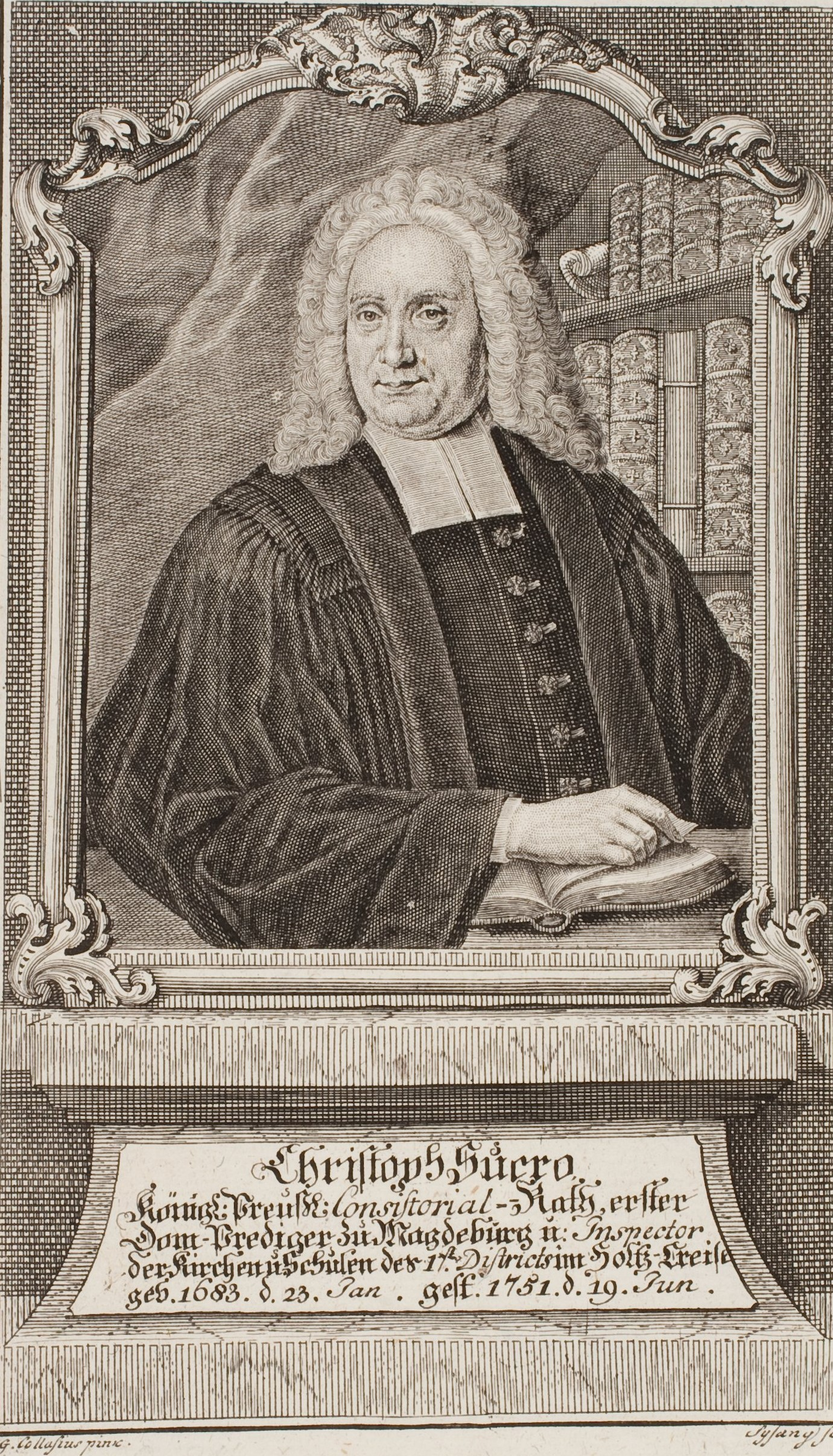
Christoph Sucro

Christoph Sucro (* 23. Januar 1683 in Rathenow; † 19. Juni 1751 in Magdeburg) war ein deutscher evangelisch-lutherischer Geistlicher und Vertreter des Pietismus.

## Leben
Christoph Sucro war ein Sohn des Seifensieders Georg Sucro in Rathenow. Möglicherweise war er ein Verwandter des gleichnamigen Stettiner Münzmeisters Christoph Sucro († 1682). Nach dem Besuch der Schule in Rathenow und des Gymnasiums in Prenzlau 1695 studierte er Evangelische Theologie an der Universität Halle und der Universität Leipzig. Seine Theologie und Frömmigkeit waren durch den Halleschen Pietismus geprägt. Nach seinem Examen, einer Disputation unter Vorsitz von Paul Anton, war er von 1706 bis 1714 Konventual und Direktor des Pädagogiums am Kloster Berge bei Magdeburg. Nach einem Unfall gab er den Lehrberuf auf.
1714 ging er als Regimentsprediger zum Infanterieregiment von Arnim (Nr. 5) unter Georg Abraham von Arnim und nahm an dessen Pommernfeldzug 1715/1716 während des Großen Nordischen Krieges teil. 1717 hielt er die Trauerfeier für Oberst Wulf Christoph von Blanckensee in Wismar.
1718 wurde er Oberprediger, Superintendent und Schulinspektor in Königsberg in der Neumark. 1722 erhielt er die Berufung zum Zweiten Domprediger am Dom zu Magdeburg und lebte im dortigen Dompredigerhaus. 1742 wurde er Erster Domprediger und Konsistorialrat, damit verbunden auch Inspektor der Kirchen und Schulen des 1. Distrikts des Holzkreises im Herzogtum Magdeburg.
Ab 1718 war er verheiratet mit Maria Dorothea, geb. Winckler, der ältesten Tochter des Oberdompredigers und Konsistorialrats Johann Joseph Winckler zu Magdeburg. Das Paar hatte drei Söhne: Christoph Joseph Sucro (1718–1756), Professor am Akademischen Gymnasium Casimirianum in Coburg; Johann Georg Sucro (1722–1786), Domprediger in Magdeburg, und Johann Josias Sucro († 1760), Prediger in Berlin.
Von Sucro sind vor allem zahlreiche gedruckte Leichenpredigten erhalten, die beispielhaft Leben und Glauben „der magdeburgischen, etwas von Zinzendorf’s Geiste angehauchten vornehmen Pietisten“ darstellen.
Briefe von Sucro an August Hermann Francke sind in Franckes Nachlass erhalten und erschlossen.

## Werke (Auswahl)
- De Æstimatione Rationis Hvmanæ Theologica. Halle 1708
- Ad Acroasin, Bergensi in Asceterio prope Magdeburgum Die Maji hora VIII antemeridiana, super Fatis Eloquentiæ, huiusq[ue] Vtilitae & Necessitate, faciendam, Patronos, Fautores nec non & omnes, qui exercenda delectantur iuuentute, litterisque rectioribus bene cupiunt,qua erga quemque par est, animi submissione & obseruantia, inuitant & conuocant, qui adhuc Paedagogio praesunt. Halle: Zeitler 1710 (Digitalisat)
- Einige Proben eines Grossen Geistes, Als Der Hoch- und Wohlgebohrne Herr, Herr Wulf Christoph von Blanckensee, Sr. Königl. Mayst. in Preussen weyland Hochbetrauter Oberster zu Fuß, zeitheriger Commandeur des Königl. Preußischen Corps der Garnison dieser Stadt Wismar ... Allhier in Wismar in der schwartzen Closter-Kirche, den 23 August des 1717ten Jahrs ... Stand-mäßig beerdiget wurde, Nachdem Er den 29. Iuli[i] vorher ... sanfft und seelig in dem Herrn verschieden war, in einer öffentlichen Stand-Rede angegeben von Christoph. Sucro, Predigern bey dem Königl. Preußischen Regiment Sr. Excellence, des Herrn Generals von der Infanterie, Herrn von Arnim, und designirten Inspectore zu Königsberg in der Neu-Marck. Neustadt Magdeburg: Faber 1717 (Digitalisat, Staatsbibliothek Berlin)
- Als Dem Weyland Hochwürdigen und Hochwohlgebohrnen Herrn, Herrn Nicolao Ernst von Platen, Sr. Königl. Majest. in Preussen ... Geheimen- und Regierungs-Rath im Hertzogthum Magdeburg, auch Dom-Herrn ... zu Magdeburg ... Erbherrn auf Döm[m]ertin ... Am 28. Januari[i] des 1734. Jahres ... die Gedächtniß-Predigt gehalten worden, ... Magdeburg: Faber 1734
- Ein Trost-Wort der Eusebien, Als der Hochwürdige und Hochwohlgebohrne Herr, Herr Heinrich von Platen, Sr. Königl. Maj. in Preussen ... Geheimer-Rath, Dom-Dechand des ... Stiffts zu Magdeburg ... Erb-Herr auf Dömmertin ... Den 18. Dec. des 1734. Jahres ... entschlaffen, Und den 29ten Mart. 1735. ... beygesetzet wurde ... Magdeburg: Faber 1735
- Der gewisse und herrliche Sieg der Lebendigen Hoffnung gläubiger Seelen, in aller Noth, auch in den schweresten Anfechtungen, Wurde, Als die weyland Hoch-Edelgebohrne Frau, Frau Christina Elisabeth Wolffhardtinn, gebohrne Leyserinn, Des weyl. Hochwürdigen, in Gott andächtigen, und Hochgelahrten Herrn, Herrn Simon Friederich Wolffhardts, Königl. Preuß. Raths, Abts des freyen Stiffts und Closters Bergenauch des engern Außschusses des Hertzogthums Magdeburg, Hochansehnlichen Mitgliedes, Würdige Frau Wittwe, Den 5ten Octob. 1744. früh, um 4. Uhr, nach der Verheissung ihres Heylandes, bald und sanfte eingeschlafen, Und darauf, den 1. Novembr. dieses Jahres, in der hiesigen Dom-Kirchen, bey Volckreicher Versammlung, Derselben eine Gedächtniß-Predigt gehalten wurde, Auß den aufgegebenen Worten des XIII. Psalms v. 6. vorgetragen, und, so zum Trost der Leydtragenden, als zur Erbauung und Ermunterung der unterschiedlichen Anwesenden, angewandt ...  Magdeburg: Günther 1744 (Digitalisat)